# Суюндюково (Бакалинский район)
Суюндюково (баш. Һөйөндөк) — село в Бакалинском районе Республики Башкортостан Российской Федерации. Входит в состав Урманаевского сельсовета.

## География

### Географическое положение
Расстояние до:
- районного центра (Бакалы): 36 км,
- центра сельсовета (Урманаево): 7 км,
- ближайшей ж/д станции (Туймазы): 75 км.

## Население
| 2002 | 2009 | 2010 |
| ---- | ---- | ---- |
| 182  | ↘170 | ↘147 |